# Deutsche Rentenversicherung Knappschaft-Bahn-See
Deutsche Rentenversicherung Knappschaft-Bahn-See (Niemieckie Ubezpieczenie Emerytalno-Rentowe Górnictwo-Kolej-Żegluga KBS) – niemiecki podmiot prawa publicznego, odpowiedzialny za ustawowe ubezpieczenie społeczne pracowników kolei i pracujących na morzu.
Powstał 1 października 2005 na bazie Bahnversicherungsanstalt i Seekasse. Jego siedziba znajduje się w Bochum.